# HD 118203 b
HD 118203 b는 어머니 항성 HD 118203 주위를 0.07 천문단위 거리를 두고 6.13일(147시간)에 1회 공전하는, 목성형 행성이다. 최소 질량은 목성의 2.14배이지만 발견 방법의 한계 때문에 궤도 경사각을 모르는 한 실제 질량은 더 클 가능성이 높다. 항성으로부터 가까움에도 이 행성의 공전 궤도의 이심률은 0.31로 큰데, 이는 뜨거운 목성 중에서는 흔치 않은 사례이다.
2005년 8월 프랑스 소재 Haute-Provence 천문대에서 다 실바가 이끄는 연구진이 이 행성을 발견했다. 발견에는 도플러 분광법이 사용되었다.

## 참고 문헌
- (영어) R. Da Silva 연구진 (2005). “Elodie metallicity-biased search for transiting Hot Jupiters I. Two Hot Jupiters orbiting the slightly evolved stars HD 118203 and HD 149143”. 《Astronomy and Astrophysics》 446 (2): 717–722. doi:10.1051/0004-6361:20054116.  웹 인쇄본